# Pavol Pčola
Pavol Pčola (* 21. červen 1976) je slovenský mezinárodní šachový mistr. Je jedním z tzv. „tří talentů z Východu,“ kteří se počátkem 90. let objevili na slovenské šachové scéně.
Na rozdíl od Martina Mrvy a Mikuláše Maníka však úrovně mezinárodního šachového velmistra nedosáhl. V roce 1995 vyhrál turnaj Banícky Kahanec v Prievidzi. Na vysoké úrovni zahrál na šachové olympiádě v Jerevanu 1996, výsledkem 7/8 získal tzv. malou stříbrnou medaili na postu druhého náhradníka, čímž překonal i Plachetkův výkon z Lucernu 1982 a překročil ELO 2450. Umístil se poté 2.–3. na Cassovia Open 1997. Pak ovšem své šachové aktivity začal postupně utlumovat kvůli práci a studiu MBA na Wharton School Pensylvánské univerzity v USA. Zatím poslední výraznějším výsledem bylo vítězství na turnaji Open v Prešově 1999. V současnosti hrává na Slovensku již jen sporadicky, jelikož se dlouhodobě pracovně zdržuje v Londýně.